# Kraft Mystery Theater

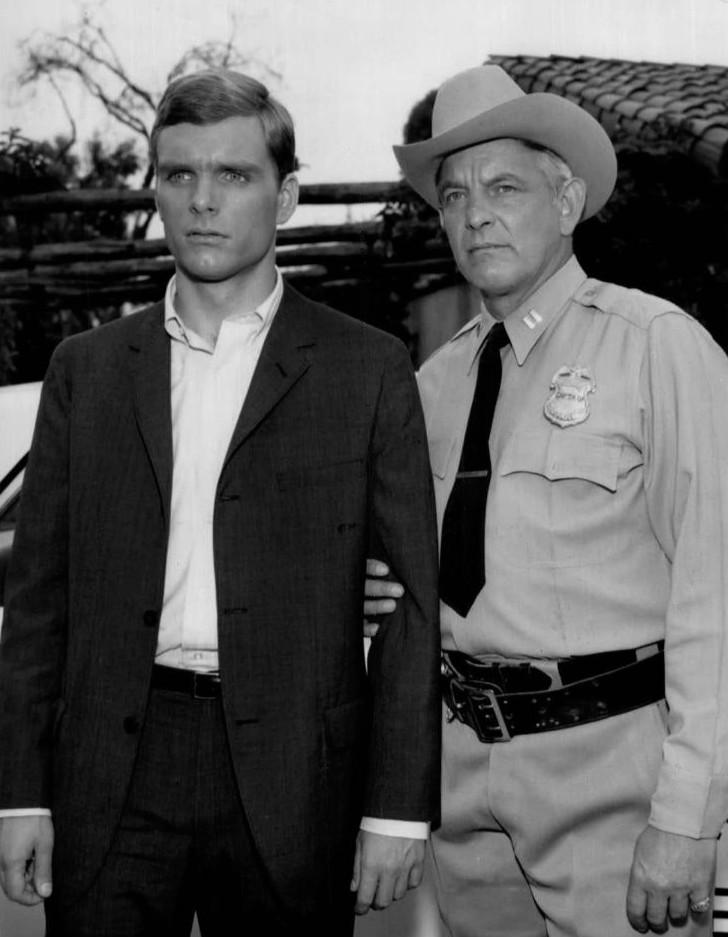
Keir Dullea e Denver Pyle nell'episodio Cry Ruin del 15 agosto 1962.

Kraft Mystery Theater è una serie televisiva statunitense in 47 episodi trasmessi per la prima volta nel corso di 3 stagioni dal 1961 al 1963.
È una serie di tipo antologico sponsorizzata dalla Kraft in cui ogni episodio rappresenta una storia a sé. Gli episodi sono storie di genere vario. Veniva trasmessa d'estate, da giugno a settembre, e presentata da Frank Gallop. Alcuni degli episodi erano già stati trasmessi all'interno delle serie antologiche Westinghouse Desilu Playhouse e Alcoa Playhouse.
Nell'estate del 1958 la NBC aveva già trasmesso alcuni episodi estivi con il titolo Kraft Mystery Theatre che si considerano facenti parte dell'undicesima e ultima stagione di Kraft Television Theatre (1947-1958). Kraft Television Theatre e Kraft Mystery Theater convogliarono poi nella serie Kraft Suspense Theatre (1963-1965, conosciuta anche come The Crisis).

## Interpreti
La serie vede la partecipazione di diversi attori, molti delle quali interpretarono diversi ruoli in più di un episodio.
- Frank Gallop (16 episodi)
- Keir Dullea (2 episodi)
- Richard Anderson (2 episodi)
- George Kennedy (2 episodi)
- John Ericson (2 episodi)
- Dianne Foster (2 episodi)
- Bradford Dillman (2 episodi)

## Produzione
La serie fu prodotta da e girata nei Desilu Studios a Hollywood in California.

### Registi
Tra i registi sono accreditati:
- Robert Altman in 3 episodi (1962)
- Richard Kinon in 3 episodi (1962)
- Paul Bogart
- Michael Dreyfuss
- David Greene
- Lawrence Huntington
- Jack Klugman
- Peter Graham Scott
- Montgomery Tully
- Dennis Vance

### Sceneggiatori
Tra gli sceneggiatori sono accreditati:
- A.A. Roberts in 2 episodi (1962)
- William Templeton in 2 episodi (1962)
- Peter Barnes
- Pamela Barrington
- Vivian Cox
- Barbara S. Harper
- Lawrence Huntington
- James Mitchell
- Montgomery Tully
- Nina Warner Hooks
- Maurice J. Wilson

## Distribuzione
La serie fu trasmessa negli Stati Uniti dal 14 giugno 1961 all'11 settembre 1963 sulla rete televisiva NBC.

## Episodi
| Stagione         | Episodi | Prima TV USA | Prima TV Italia |
| ---------------- | ------- | ------------ | --------------- |
| Prima stagione   | 16      | 1961         |                 |
| Seconda stagione | 16      | 1962         |                 |
| Terza stagione   | 15      | 1963         |                 |